# Espaldera de gimnasia

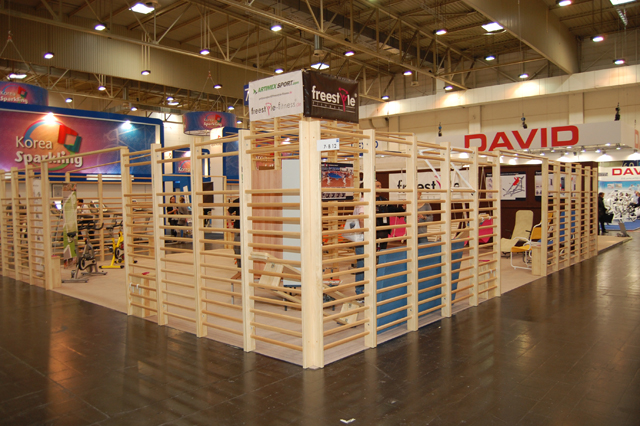
Espalderas de gimnasia FIBO 2010

La Espaldera de gimnasia o escalera, en términos populares, es un dispositivo para realizar ejercicios de gimnasia. Las espalderas son dispositivos multifuncionales hechos de láminas de haya.Una espaldera puede construirse de diferentes tamaños, desde las especiales para niños y hasta el doble de su tamaño de (2,50 x 1,70 metros). Las barras paralelas son de madera de haya o arce y pueden ser 7, 14 o 16 unidades. La barra superior está siempre ubicada más exteriormente para facilitar la realización adecuada de los ejercicios. Las barras son de 40x30 mm de grosor y tienen una forma oval.

## Historia
Fue inventada a principios de 1800 por el profesor sueco Per Henrik Ling, quien sufría de artritis y se dio cuenta de la importancia terapéutica de los ejercicios en la espaldera. El rey de Suecia apoyó a Ling para que creara un centro nacional de gimnasia, que fue denominado Instituto Real de Gimnasia. Ling enseñó gimnasia en este instituto, difundiéndose más tarde por toda Europa esta manera de trabajar.
Después de la invención de la espaldera apareció la caja de gimnasia.
Con la llegada de los inmigrantes a América, el uso de las espalderas en gimnasia se adoptó rápidamente en los EE. UU., donde se utilizan ampliamente y se llaman Wall bars. Pero el verdadero comienzo está marcado por la publicación del libro Gimnasia para la juventud en 1793, por el alemán Johann Guts Muths, a quien también se conoce como el abuelo de la gimnasia moderna. 

## Uso
La espalderas se pueden utilizar tanto para ejercicios de gimnasia como de rehabilitación. En el caso de enfermedades de la columna vertebral, como la escoliosis, es aconsejable consultar con un médico ortopedista antes de realizar estos ejercicios.
Este dispositivo se utiliza ampliamente en las salas de fitness o gimnasios de las escuelas así como en las clases de educación física.
La más grande espaldera se presentó en la exposición FIBO en Essen, con una altura de cinco metros.